# Sungai Dawu
Sungai Dawu is een bestuurslaag in het regentschap Indragiri Hulu van de provincie Riau, Indonesië. Sungai Dawu telt 1660 inwoners (volkstelling 2010).